# Edgar Douglas Adrian
Edgar Douglas Adrian (ur. 30 listopada 1889 w Londynie, zm. 4 sierpnia 1977 w Cambridge) – brytyjski arystokrata, baron, fizjolog, profesor Uniwersytetu Cambridge.

## Życiorys
Studiował w Trinity College na Uniwersytecie w Cambridge. W latach 1937–1951 był profesorem Uniwersytetu wCambridge. Był członkiem m.in. Towarzystwa Królewskiego Nauk w Londynie, gdzie w latach 1950–1955 pełnił funkcję prezesa, a także Narodowej Akademii Nauk w Waszyngtonie.
Od 1912 roku zajmował się badaniem czynności układu nerwowego i narządów zmysłów, głównie przewodzenia we włóknach nerwowych.   
Jest twórcą metody rejestrowania czynnościowych zmian elektrycznych w pojedynczych włóknach nerwowych. Przyczynił się do rozwoju elektroencefalografii i nauki o lokalizacji czynności w korze mózgowej.
Jego badania nad tzw. rytmami Bergera przyczyniły się do rozwoju badań nad padaczką i lokalizowaniem uszkodzeń mózgu.
Był autorem monografii:
- 1928 o podstawach czucia i czynnościach narządów zmysłowych
- 1932 mechanizmach przewodzenia we włóknach nerwowych („The Mechanism of Nervous Action”) w 1932 roku
- 1947 o fizycznych podstawach postrzegania („The Physical Background of Perception”)[2].

W 1932 roku otrzymał nagrodę Nobla (razem z Charlesem Sherringtonem) „za odkrycia dotyczące funkcji neuronów”. W 1946 roku został także laureatem Medalu Copleya i członkiem zagranicznym Królewskiej Holenderskiej Akademii Sztuk i Nauk.